# Miostephos cubrobex
Miostephos cubrobex is een eenoogkreeftjessoort uit de familie van de Stephidae. De wetenschappelijke naam van de soort is voor het eerst geldig gepubliceerd in 1976 door Bowman.